# 巴克甘傑烏帕齊拉
巴克甘傑乌帕齐拉是孟加拉国巴里薩爾縣的一个乌帕齐拉，位於巴里薩爾專區的巴里薩爾縣。。

## 人口
據1991年孟加拉國人口普查，巴克甘傑共有戶數63,177戶，人口336,706人。其中男性佔比49.64%，女性佔比50.36%；成年人口165,226人。該地7歲以上人口之平均識字率為47.1%。